# Albert Marth
Albert Marth (Kolobrzeg, 5 de maig de 1828 - Heidelberg, 5 d'agost de 1897), fou un astrònom alemany que va treballar a Anglaterra i Irlanda.
Es va traslladar a Anglaterra l'any 1853 per treballar per a George Bishop, un ric comerciant de vins aficionat a l'astronomia, propietari de l'Observatori George Bishop. Més tard va acceptar el lloc d'astrònom a l'Observatori Universitari de Durham (1855).
L'any 1862 va acceptar el lloc d'observador i assistent de William Lassell a Malta, on va estar entre els anys 1862 i 1865; l'any 1868 va ser contractat com a observador a l'Observatori Newall instal·lat en Gateshead, prop de Newcastle. Finalment, l'any 1883, va acceptar el lloc de director de l'Observatori Markree, al castell homònim, Irlanda.
Va descobrir 600 nebuloses i un únic asteroide —(29) Amphitrite— l'1 de març de 1854. Va realitzar completes efemèrides astronòmiques dels cossos del sistema solar (molt especialment sobre les posicions dels satèl·lits planetaris) i càlculs dels trànsits de diversos planetes, predient els trànsits de Mart entre molts altres.
Cràters de la Lluna i Mart (a la zona d'Oaxia Palus) han estat batejats amb el seu nom en el seu honor.

## Articles
- Discovery of a New Planet, Amphitrite (1854), Monthly Notices of the Royal Astronomical Society, Vol. 14, p.151.
- Epphemeris of the Smaller Satellites of Saturn (1865), Astronomical Register, Vol. 3, pàg. 122-123.
- Ephemerides of the satellites of Saturn, 1888-89 (1888), Monthly Notices of the Royal Astronomical Society, Vol. 48, p. 398.
- Ephemeris of the Satellites of Uranus, 1891 (1891), Monthly Notices of the Royal Astronomical Society, Vol. 51, p. 179.
- Ephemeris of the satellite of Neptune 1889-90 (1890).
- Ephemeris for physical observations of Mars, 1896-97 (1896), Monthly Notices of the Royal Astronomical Society, Vol. 56, p. 516